# アルピーナ郡 (ミシガン州)
アルピーナ郡（英: Alpena County）は、アメリカ合衆国ミシガン州ロウアー半島の北部に位置する郡である。2010年国勢調査での人口は29,598人であり、2000年の31,314人から5.5％減少した。郡庁所在地はアルピーナ（人口10,483人）であり、同郡で人口最大の都市でもある。
アルピーナ郡は1840年に「アノミッキー郡」として設立された。1843年、ヘンリー・スクールクラフトがインディアンの言葉から編み出した新語であるアルピーナ郡に改名された。その意味は「良き猟鳥の郡」のようなものである。当時州内の多くの郡名を改定した動きの一環だった。
アルピーナ郡は公式には1857年に組織化された。

## 地理
アルピーナ郡はミトンの形をしたロウアー半島の北東部にある。ヒューロン湖とサンダー湾が東にあり、南はアルコナ郡、南西はオスコダ郡、西はモンモランシー郡、北はプレスクアイル郡に接している。郡域の大半の水はサンダーベイ川とその支流に流れている。マキノー州立林が土地の多くを覆っている。郡に隣接する水域にはサンダー湾国立海洋保護区がある。
アメリカ合衆国国勢調査局に拠れば、郡域全面積は1,695.00平方マイル (4,390.0 km2)であり、このうち陸地574.15平方マイル (1,487.0 km2)、水域は1,120.85平方マイル (2,903.0 km2)で水域率は66.13％である。
北緯45度線が郡を横切っており、北極と赤道の中間にあることになる。
サンダー湾に浮かぶ幾つかの島はミシガン群島国立野生生物保護区に属している。ミドル島やサンダーベイ島には自動化された灯台がある。

### 特徴的な地形
- サンダーベイ川
- ロング湖
- グランド湖

氷河が地域の地形を造っており、特徴有る生態系になっている。地域の大部分はいわゆるグレイリング外縁堆積原であり、氷河が崩壊させた砂質の尾根など広い堆積原、バンクスマツの生える荒地、シロマツとアカマツの森、北部の硬木の森よりなっている。氷河作用で大きな湖が形成された。内陸の湖は実際に巨大である。

### 主要高規格道路
- アメリカ国道23号線はアルピーナ市からヒューロン湖岸に通じている。北方にはロング湖とグランド湖の側を通り、ロジャーズシティを経てシボイガンに至り、マキノーシティで州間高速道路75号線とマキナック橋に接続して終わっている。
- ミシガン州道32号線はアルピーナ市中心街を通り、ミシガン湖からヒューロン湖の国道23号線までロウアー半島を東西に横切る全長100マイル (160 km) の道路である[12][13]。
- ミシガン州道65号線は、湖岸の村や町を抜けて曲がりくねったアメリカ国道23号線よりも、より直線的に南に下る道路である。北はロジャーズシティに抜けている。

### 隣接する郡
- アルコナ郡 - 南
- オスコダ郡 - 南西
- モンモランシー郡 - 西
- プレスクアイル郡 - 北西

### 国立保護地域
- ミシガン群島国立野生生物保護区（部分）

## 人口動態
以下は2010年国勢調査による人口統計データである。
| 基礎データ - 人口: 29,598人 - 世帯数: 12,791 世帯 - 家族数: 8,164 家族 - 人口密度: 20人/km2（52人/mi2） - 住居数: 16,053軒 - 住居密度: 11軒/km2（28軒/mi2） 人種別人口構成 - 白人: 96.7% - アフリカン・アメリカン: 0.3% - ネイティブ・アメリカン: 0.5% - アジア人: 0.5% - その他の人種: 0.0% - 混血: 1.0% - ヒスパニック・ラテン系: 1.0% 年齢別人口構成 - 18歳未満: 20.9% - 18-24歳: 7.4% - 25-44歳: 20.8% - 45-64歳: 31.5% - 65歳以上: 19.5% - 年齢の中央値: 46歳 - 性比（女性100人あたり男性の人口） - 総人口: 96.4 - 18歳以上: 94.1 | 世帯と家族（対世帯数） - 18歳未満の子供がいる: 25.3% - 結婚・同居している夫婦: 50.0% - 未婚・離婚・死別女性が世帯主: 9.8% - 非家族世帯: 36.2% - 単身世帯: 30.8% - 65歳以上の老人1人暮らし: 17.4% - 平均構成人数 - 世帯: 2.27人 - 家族: 2.81人 収入と家計 - 収入の中央値 - 世帯: 36,242米ドル - 家族: 46,718米ドル - 性別 - 男性: 27,002米ドル - 女性: 15,670米ドル - 人口1人あたり収入: 21,713米ドル - 貧困線以下 - 対人口: 16.9% - 対家族数: 2.5% - 18歳未満: 27.2% - 65歳以上: 10.0% |

## 郡政府
郡政府は郡監獄の運営、地方道の維持、地方裁判所の運営、権利譲渡と抵当権設定記録など重要記録の維持、公衆衛生規制の管理、福祉など社会サービスの項目で州の施策への参加を行う。郡政委員会は予算を管理するが、法や条例を作るのは限定付き権限である。ミシガン州では、警察と消防、建設と区画割、税評価、街路維持など地方政府の大半機能は個々の都市と郡区の責任である。
郡は地域の湖沿いで3つの公園とキャンプ場を運営している。すなわちラシーンにあるビーバー湖公園、アルピーナにあるロング湖公園、ポーゼンにあるサンクン湖公園である。

## 郡区
アルピーナ郡は下記8つの郡区に分割されている。

| - アルピーナ - グリーン - ロングラピッズ | - メイプルリッジ - オシニケ - サンボーン | - ウェリントン - ウィルソン |

## 都市と町
| 都市 - アルピーナ - 郡庁所在地 | 未編入の町 - ボルトン - カスロ - ヘロン - ハバードレイク | - ラシーン - リーア - オシニケ - スプラット |

## 地域行事
郡内では多くの定期的に開催される行事がある。
- アルピーナ・ブルース・フェスティバル、6月下旬にアルピーナ祭広場とマーチャント・ビルで開催[20]
- アルピーナ郡祭、アルピーナ郡祭広場
- アルピーナ・アースデイ祝祭、4月22日、アルピーナの幾つかの場所で開催[21]
- ベッサー博物館ログキャビンデイ6月最終日曜日、ミシガン州議会の承認した法によって開催、ミシガン州北東部のベッサー博物館はこの日に2つのログキャビンに焦点を当て、昔の家族生活を祝う
- 五大湖灯台祭、10月第2週の週末[22]
- ハビタート・フォー・ヒューマニティ - アルピーナ地域 "ドライブ・トゥ・ビルド" 慈善ゴルフ遠足
- ラファージ・アルピーナ中心街リーバーフェスト、6月半ば、サンダーベイ川を中心とする家族向け行事、製材業の歴史を祝う。プロの樵ショー、エンタテインメント、音楽、物語り、チェーンソー彫刻、食事、ゲーム
- ミシガン・ブラウントラウト・フェスティバル、7月半ばの1週間
- ランブリンロッズ・カー・ショー、8月第2週の週末、アルピーナのミック・E・キューイス公園で開催[23]
- シェルター・インク"ガーデンウォーク"、アルピーナの9つの庭園で開催
- サンライズサイド・ヘリテージ・バイクライド、9月第2週の週末、ヒューロン湖の湖岸（アメリカ国道23号線）をマキナック橋から南に州道33号線の西支道まで
- サンダー湾芸術委員会の "アート・オン・ザ・ベイ"、アルピーナのベイビュー公園で開催、美術審査会と工芸祭がミシガン・ブラウントラウト・フェスティバルと同時開催。150人以上の芸術家がその作品を180以上のブースで展示
- サンダー湾海洋フェスティバル、アルピーナで開催、サンダー湾国立海洋保護区と水中保護区が対象
- 青年航海指導と訓練、アルピーナ・ヨット倶楽部が開催[24]

## 博物館など
- ベッサー博物館とプラネタリウム[25]
- サンダー湾国立海洋保護区

## 歴史銘板
郡内には7か所に公式の州指定歴史銘板がある
- アルピーナ郡庁舎
- アルピーナ市役所
- ダニエル・カーター・ファミリー
- 第一会衆派教会
- モナーク製粉所
- セントバーナード・カトリック教会
- 世界最大のセメント工場

## 宗教
アルピーナ郡はローマ・カトリック教会ゲイロード教区に属している

## メディア
「アルピーナ・ニューズ」がロウアー半島北東部の大半をカバーする日刊紙である。